# Stefan Andrzejewski
Stefan Marian Andrzejewski (ur. 5 września 1899 w Poznaniu, zm. 13 czerwca 1996 w Warszawie) – pułkownik Wojska Polskiego, powstaniec wielkopolski, inwalida wojenny.

## Życiorys
Ojcem był Stefan – Naczelny Sekretarz Sądu Okręgowego w Poznaniu, a matką – Maria z Bartorzów. W Poznaniu ukończył szkołę handlową. Działał w Towarzystwie Tomasza Zana. 1 czerwca 1917 został wcielony do armii pruskiej (20 pułk artylerii lekkiej w Poznaniu). Walczył we Flandrii. Ranny we Francji. Powstanie wielkopolskie zastało go na urlopie zdrowotnym. Już 27 grudnia 1918 włączył się do walk ulicznych w Poznaniu (współtworzył artylerię powstańczą). Służył pod dowództwem Kazimierza Nieżychowskiego. Uczestniczył w bitwie o Ławicę (5–6 stycznia 1919) i zdobyciu portu lotniczego. Brał udział w bitwach pod Szubinem, Kcynią, Paterkiem i Rynarzewem.
W marcu 1919 udał się na pomoc walczącym o Lwów. Jesienią tego samego roku wrócił do Poznania, ale wraz z 1 pułkiem artylerii lekkiej skierowano go niebawem do Bydgoszczy. W maju 1920 ranny w wojnie z bolszewikami. Do 1926 służył w 15 pułku artylerii polowej, a potem w 7 pułku artylerii ciężkiej.
29 stycznia 1932 został mianowany porucznikiem ze starszeństwem z 2 stycznia 1932 i 180. lokatą w korpusie oficerów rezerwowych artylerii. Posiadał wówczas przydział w rezerwie do 15 pułku artylerii lekkiej. W 1934 był już przeniesiony do korpusu oficerów rezerwy uzbrojenia i przydzielony w rezerwie do Kadry 8 Oddziału Służby Uzbrojenia. Pozostawał wtedy w ewidencji Powiatowej Komendy Uzupełnień Gdynia. 
Pracował w Państwowym Banku Rolnym.
W 1939 zmobilizowany. Walczył pod Kutnem. Wzięty do niewoli niemieckiej wkrótce z niej zbiegł i w czasie okupacji pracował w Banku Rolnym w Warszawie. Od 1946 do 1949 był delegatem do spraw UNRRY w Ministerstwie Pracy i Polityki Społecznej (działał na Wybrzeżu). Od 1951 pracował w Urzędzie Rady Ministrów (dyrektor biura). Od 1962 do 1964 był przewodniczącym Krajowej Komisji Weteranów Powstania Wielkopolskiego przy Zarządzie Głównym ZBOWiD-u. W 1969 przeszedł na emeryturę i do śmierci mieszkał w Warszawie, będąc aktywnym członkiem warszawskiego środowiska powstańców wielkopolskich. W 1972 został mianowany kapitanem . Zmarł 13 czerwca 1996. Został pochowany na Cmentarzu Wojskowym na Powązkach (kwatera C7-1-38).
Stefan Andrzejewski był żonaty z Ireną Anną ze Szpakowskich (1901–1985), z którą miał syna Mariana (ur. 1929).

## Ordery i odznaczenia
- Krzyż Oficerski Orderu Odrodzenia Polski
- Krzyż Kawalerski Orderu Odrodzenia Polski
- Złotym Krzyżem Zasługi
- Krzyż Walecznych
- Wielkopolski Krzyż Powstańczy – 24 stycznia 1958[5]
- Order Sztandaru Pracy II klasy[2]